# Epifania tutte le feste le porta via

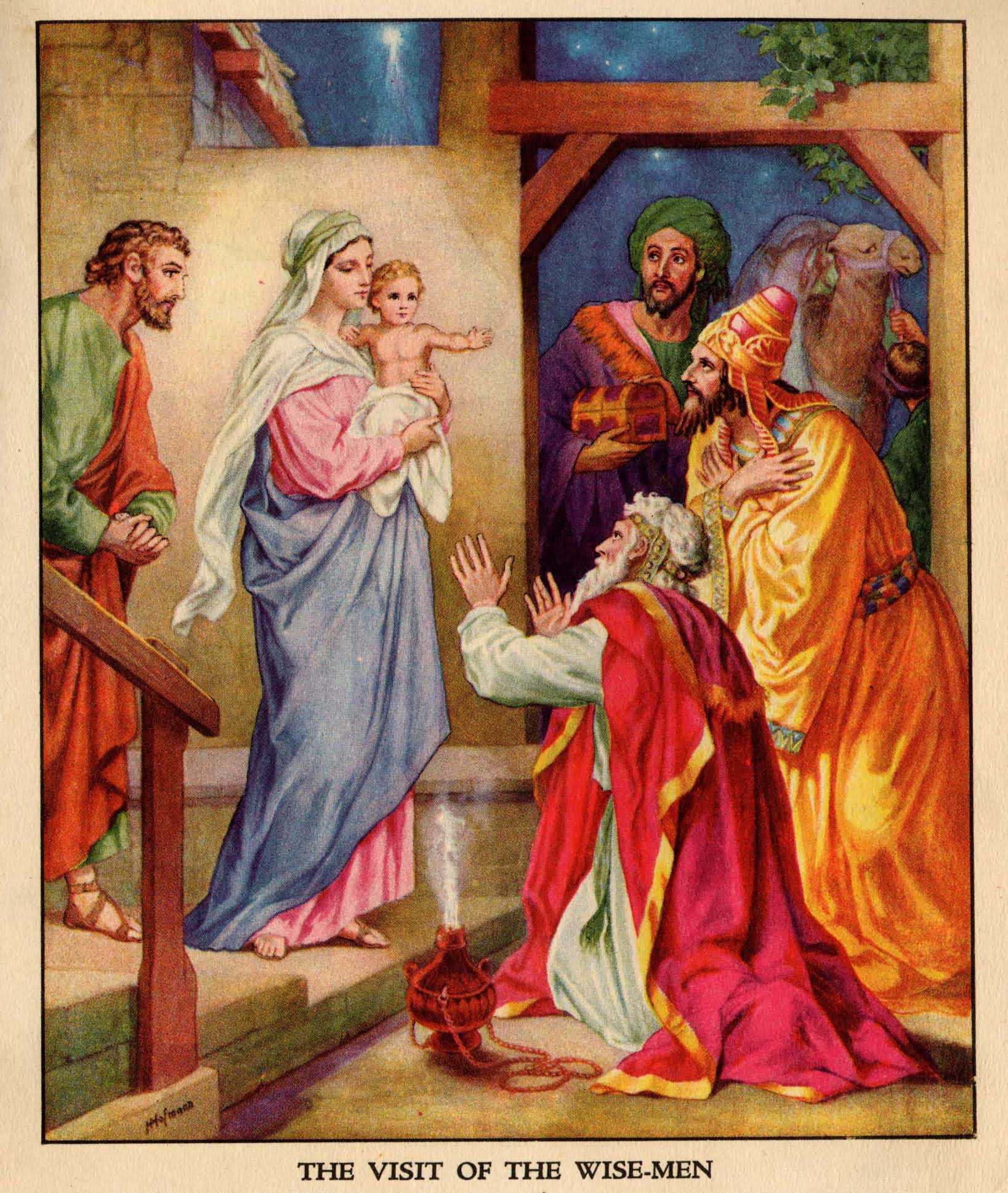
Visita dei Magi: San Giuseppe, Maria e i Re Magi con Gesù Bambino

L'Epifania tutte le feste le porta via è un proverbio popolare a sfondo religioso, dato che si riferisce alla manifestazione di Gesù ai Re Magi, che nel corso delle generazioni ha subito varie modifiche e nuove versioni diffuse in varie parti d'Italia.

## Significato
Poiché in genere la festa dell'Epifania (6 gennaio) è l'ultimo avvenimento relativo alle feste natalizie s'intende che non ce ne saranno più fino al carnevale o la Pasqua e per metafora la Befana prende così le feste di Natale e le porta via con sé. 

In genere è anche l'ultimo giorno in cui tenere il presepe o l'albero ed i relativi addobbi.

## Epifania e san Benedetto
Il giorno dell'Epifania ha nei secoli assunto la peculiarità di terminare il ciclo delle feste dell'anno liturgico, mentre il giorno dedicato a san Benedetto richiamava l'attenzione su quelle successive appartenenti al ciclo pasquale.
L'antichità del proverbio è attestata anche dal fatto che la festività di san Benedetto è stata spostata dal 21 marzo all'11 luglio, quindi dopo molto tempo dalla creazione del proverbio.
Altro detto popolare (come continuazione) in dialetto recita:

«rispose S. Vincenzu: 'nci su ieu te menzu'

rispose a candelora: 'nci su ieu '

rispose santu Pati (Ippazio): e mie pe fessa me lassati'»

## Epifania e Annunciazione
In questo caso il proverbio è congruente con il calendario contemporaneo, in quanto la festa dell'Annunciazione mariana, cade il 25 marzo, preannunciando l'inizio di un nuovo ciclo di festività.

## Epifania e il vento
Nell'antichità, secondo una usanza tradizionale, tutte le più importanti festività venivano abitualmente definite con il nome di Pasqua. Il proverbio segnala la data dell'Epifania come spartiacque fra il periodo freddo, caratterizzato da forti venti gelidi, e quello più mite.